# Jul i Italien
Jul i Italien omfattar bland annat en gammal tradition med julkrubba. Julkrubban tas vanligtvis fram runt 8 december, medan Jesusbarnet oftast läggs dit först den 24 december.
En vanlig tradition är att barnen går ut och sjunger julsånger, utklädda till fåraherdar.
Många äter fisk på julafton, och under 1800-talet spreds denna tradition till USA bland italienskamerikaner. Vissa familjer har en julbrasa som brinenr under julhelgen.
På trettondagsafton och trettondedag jul får barnen presenter, enligt sägen av Befana och Jultomten.